# حماية ضوئية

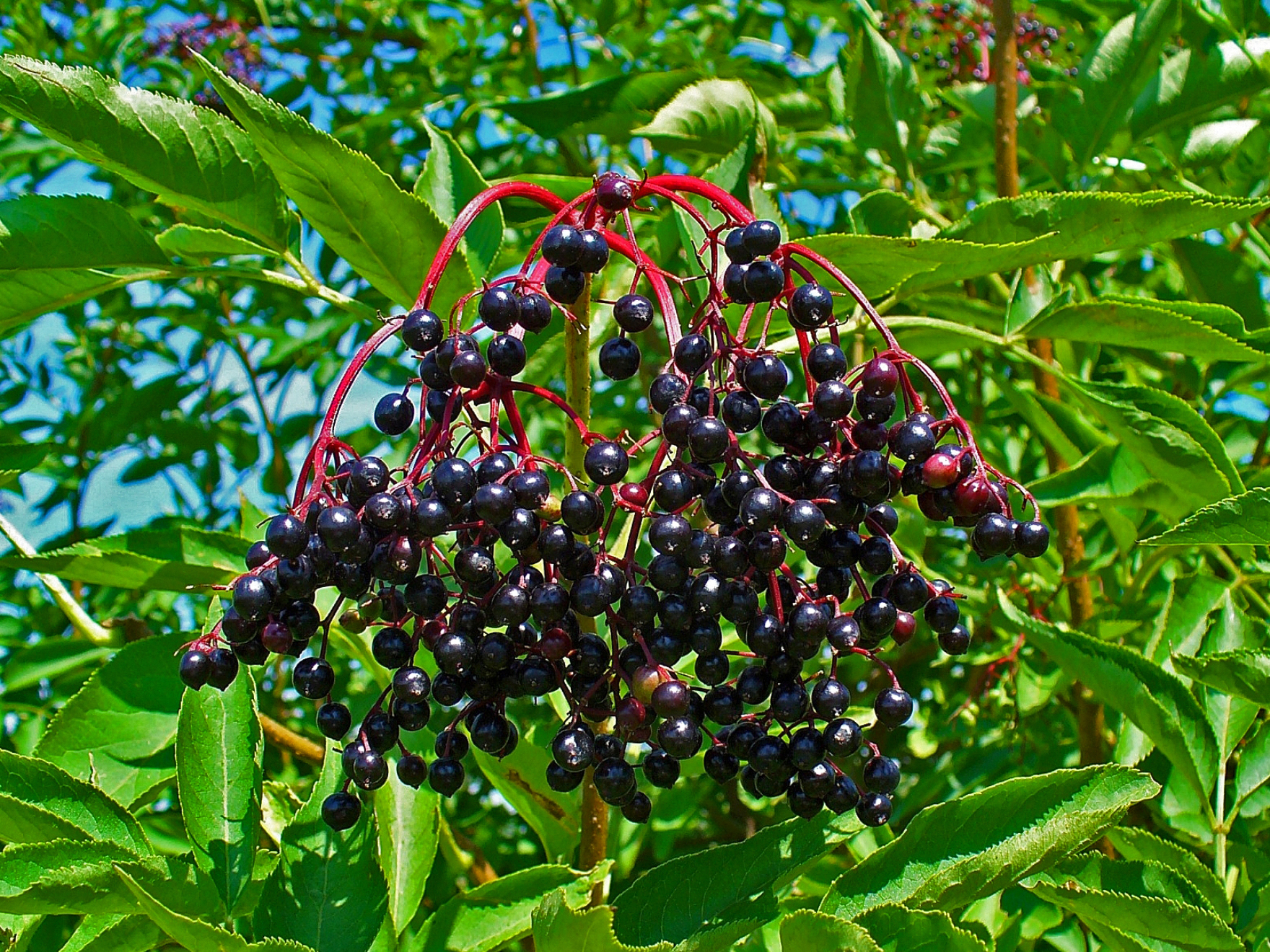

الحماية الضوئية هي العملية الكيميائية الحيوية التي تساعد الكائن الحي في مواجهة التلف الجزيئي الناتج عن التعرض لضوء الشمس، إذ طورت النباتات وغيرها من الكائنات ضوئية التغذية مجموعة من آليات الحماية الضوئية لمنع التثبيط الضوئي والإجهاد التأكسدي الناجم عن زيادة شدة الإضاءة أو التقلبات في الظروف الضوئية. طور البشر والحيوانات آليات متطورة للحماية الضوئية تجنبهم أضرار الأشعة فوق البنفسجية التي قد تلحق بالجلد، وتمنع تلف الحمض النووي وتحد من الآثار النهائية للإجهاد التأكسدي.

## الحماية الضوئية لدى الكائنات الحية التي تقوم بعملية التركيب الضوئي
قد يؤدي تعرض الكائنات الحية التي تقوم بعملية التركيب الضوئي لكمية زائدة من الضوء إلى التثبيط الضوئي أو التنشيط الضوئي لمراكز التفاعل، وهي عملية لا تنطوي بالضرورة على أضرار كيميائية. قد تحدث تفاعلات غير مثمرة عن طريق انتقال الشحنة إلى جزيئات ذات الكترونات غير مقترنة، وذلك عند إثارة أصباغ لواقط التركيب الضوئي مثل اليخضور من خلال امتصاص الضوء. قد تتعرض الكائنات الحية التي تقوم بعملية التركيب الضوئي إلى خطر خاص يتمثل في تكوين أنواع الأكسجين التفاعلية، لأن الكائنات ضوئية التغذية تُنتج الأكسجين باعتباره ناتجًا ثانويًا عن انقسام الماء المحفز ضوئيًا.
تطورت مجموعة متنوعة من الآليات في الكائنات الحية التي تقوم بعملية التركيب الضوئي للتخفيف من حدة هذه التهديدات المحتملة، التي تتفاقم في ظل ظروف الإضاءة الشديدة أو المتذبذبة، وفي الظروف البيئية المعاكسة مثل البرد أو الجفاف، وفي الأوقات التي تعاني فيها هذه الكائنات من نقص في المغذيات يودي بها إلى عدم التوازن بين المصادر النشطة والمصارف.
تتضمن هذه الآليات في الكائنات ضوئية التغذية حقيقية النوى آليات تحويل غير كيميائي للضوء، مثل دورة زانثوفيل والمسارات الحيوية الكيميائية التي تعمل بصفتها «صمامات تنفيس» وإعادة الترتيب الهيكلي للمجمعات في جهاز التركيب الضوئي واستخدام الجزيئات المضادة للأكسدة. تستخدم النباتات العليا في بعض الأحيان استراتيجيات مثل إعادة توجيه محاور الأوراق لتقليل الضوء الساقط على السطح إلى الحد الأدنى، وقد تعمل الآليات على نطاق زمني أطول، مثل التنظيم الأعلى لبروتينات الاستجابة للإجهاد أو التنظيم الأدنى للتخليق الحيوي للصبغة، على الرغم من وصف هذه العمليات بأنها عمليات «التأقلم الضوئي».
تمتلك البكتريا الزرقاء عددًا من الاستراتيجيات الفريدة للحماية الضوئية التي لم يُعثر عليها في النباتات أو في الطحالب، فعلى سبيل المثال، يوجد لدى معظم البكتريا الزرقاء بروتين كاروتينويد البرتقالي، الذي يعمل بصفته شكلًا جديدًا من التحويل غير الكيميائي للضوء. توجد إستراتيجية فريدة أخرى، وإن كانت لا تزال غير مفهومة بشل جيد، تُدعى إستراتيجية البكتريا الزرقاء، والتي تشمل «البروتين أ المستحث من التجويع الحديدي» المرتبط باليخضور، والذي يمكن أن يتجمع مع الكاروتينويد ليشكل الاثنان حلقات حول مجمعات مركز تفاعل النظام الضوئي الأول للمساعدة في تبديد الطاقة الضوئية.

## الحماية الضوئية في النباتات
يُعرف على نطاق واسع أن النباتات تحتاج الضوء من أجل البقاء حية وللنمو والتكاثر، وكثيرًا ما يُفترض أن المزيد من الضوء هو أمر مفيد دائمًا، لكن الكمية الزائدة من الضوء قد تكون ضارة في الواقع لبعض أنواع النباتات. كما تحتاج الحيوانات توازنًا جيدًا من الموارد، تحتاج النباتات في المقابل توازنًا محددًا من كثافة الضوء والطول الموجي لتحقيق النمو الأمثل (يمكن أن يختلف ذلك من نبات إلى آخر). يعتبر تحسين عملية التركيب الضوئي أمرًا أساسيًا للبقاء على قيد الحياة وذلك عندما تكون الظروف البيئية مثالية، وللتأقلم عندما تكون الظروف البيئية قاسية. يتفاعل النبات لتخفيف التأثيرات الضارة للضوء الزائد عند تعرضه لشدة الضوء العالية.
تستخدم النباتات العديد من الطرق للحد من الضرر الناجم عن الزيادة في كمية الضوء، لكي تحمي نفسها على أفضل وجه، إذ تستخدم مجموعة متنوعة من المستقبلات الضوئية لاكتشاف شدة الضوء واتجاهه ومدته. تمتلك بعض المستقبلات الضوئية التي تستجيب للضوء الزائد، القدرة على نقل البلاستيدات الخضراء الموجودة ضمن الخلية إلى أبعد مكان عن مصدر الضوء، وبالتالي تقليل الضرر الذي يسببه الضوء الزائد. وبشكل مشابه، يمكن للنباتات إنتاج إنزيمات ضرورية للحماية الضوئية مثل تخليق الأنثوسيانين، كما تعتبر النباتات التي تعاني من نقص في إنزيمات الحماية الضوئية أكثر حساسية للضرر الضوئي من تلك التي تمتلك إنزيمات الحماية الضوئية.
تنتج النباتات مجموعة متنوعة من المستقلبات الثانوية المفيدة لبقائها وحمايتها من الضوء الزائد، وتُستخدم هذه المستقلبات الثانوية التي توفر الحماية للنبات في صناعة واقيات الشمس البشرية والأدوية التي تُعتبر من مكملات الحماية المتأصلة الموجودة في جلد البشر. يُستخدم العديد من الأصباغ والمركبات المختلفة المستخرجة من النباتات للحماية الضوئية من الأشعة فوق البنفسجية.
يعد التصبغ أحد الطرق التي تستخدمها مجموعة متنوعة من النباتات باعتباره شكلًا من أشكال الحماية الضوئية، فعلى سبيل المثال، يمكن العثور في القارة القطبية الجنوبية على الطحالب الأصلية ذات اللون الأخضر مظللة بشكل طبيعي بالصخور أو غيرها من الحواجز المادية، بينما نجد على الأرجح الطحالب الحمراء من نفس النوع في المناطق المكشوفة للشمس والرياح، ويرجع هذا الاختلاف اللوني إلى شدة الضوء.
يمكن للنباتات الاستجابة بشكل مختلف لتركيزات وكثافات مختلفة للضوء، ولذلك من الضروري فهم السبب وراء أهمية هذه التفاعلات، فقد أصبح العديد من النباتات أكثر عرضة للأضرار الخفيفة إثر الارتفاع المطرد في درجات الحرارة خلال السنوات الأخيرة. يؤثر العديد من العوامل، بما فيها غنى التربة بالمواد الغذائية وتقلب درجات الحرارة المحيطة وتوافر المياه، على عملية الحماية الضوئية في النبات، وأظهرت النباتات المعرضة لكثافة عالية من الضوء مع نقص في المياه، استجابة كبيرة للحماية الضوئية، وعلى الرغم من عدم فهم عملية الحماية الضوئية بشكل كامل حتى الآن، فإنها تعد وظيفة أساسية بالنسبة للنباتات.

## الحماية الضوئية في البشر
تتحقق الحماية الضوئية للجلد البشري من خلال التحويل الداخلي الفعال للحمض النووي والبروتينات والميلانين، والذي هو عبارة عن عملية كيميائية ضوئية تحول طاقة فوتون الأشعة فوق البنفسجية إلى كميات صغيرة غير ضارة من الحرارة. يؤدي عدم تحول طاقة فوتون الأشعة فوق البنفسجية إلى حرارة إلى توليد الجذور الكيميائية الحرة أو غيرها من الأنواع الكيميائية التفاعلية الضارة.
تطورت آلية الحماية الضوئية هذه قبل أربعة مليارات عام في الحمض النووي، وكان الغرض منها هو منع التلف المباشر وغير المباشر للحمض النووي. يقلل التحويل الداخلي فائق السرعة للحمض النووي من عمر حالة الإثارة لديه إلى عدد قليل فقط من الفمتوثانية (10-15 ثانية)، وبهذه الطريقة لا يمتلك الحمض النووي المثار وقتًا كافيًا للتفاعل مع جزيئات أخرى.
تطورت هذه الآلية لدى الميلانين لاحقًا خلال عملية التطور، إذ يعتبر الميلانين مادة ضوئية فعالة تعمل على تبديد أكثر من 99.9% من الأشعة فوق البنفسجية الممتصة على شكل حرارة، ما يعني أن أقل من 0.1% من جزيئات الميلانين المثارة ستخضع للتفاعلات الكيميائية الضارة أو تنتج جذورًا كيميائية حرة.

## الميلانين الاصطناعي
تزعم صناعة مستحضرات التجميل أن مرشح الأشعة فوق البنفسجية يعمل بصفته «ميلانين صناعيًا»، لكن هذه المواد الاصطناعية المستخدمة في الواقيات الشمسية لا تبدد طاقة فوتون الأشعة فوق البنفسجية بكفاءة وعلى شكل حرارة، بل تمتلك بدلًا من ذلك حالة مثارة طويلة الأمد. تُستخدم المواد التي تدخل في تركيب واقيات الشمس في الغالب باعتبارها أداة للتحسيس الضوئي في التفاعلات الكيميائية.